# Сабо, Юрий Иванович
Юрий Иванович Сабо (1938—2012) — российский учёный в области комплексирования бортового радиоэлектронного оборудования летательных аппаратов на базе средств цифровой вычислительной техники, доктор технических наук, лауреат Государственной премии СССР (1982).

## Биография
Родился 12 октября 1938 года в г. Ош.
Окончил пять курсов радиотехнического факультета ЛИТМО (1955—1960), затем перевёлся в ЛЭТИ, диплом с отличием (1961).
С 1964 по 2012 год работал в Ленинградском (Санкт-Петербургском) ОКБ «Электроавтоматика» имени П. А. Ефимова. В 1974—1994 годах начальник отделения — заместитель Главного конструктора тематического направления. Учёный секретарь НТС ОКБ.
Специалист в области комплексирования бортового радиоэлектронного оборудования летательных аппаратов на базе средств цифровой вычислительной техники, инженер-конструктор авиационной техники.
Под его руководством разработаны, освоены и приняты в производство бортовые автоматизированные аппаратно-программные информационно-управляющие системы на базе БЦВМ и экранных средств отображения информации для самолетов и вертолетов: МиГ-27, МиГ-27К, МиГ-29, Су-17М4, Су-25Т, Ка-50, Ми-24К.
Кандидат технических наук (1970). Доктор технических наук (2005). Докторская диссертация:
- Методология системного проектирования авионики с отказоустойчивыми свойствами : Дис. ... д-ра техн. наук : 05.11.16 : Тула, 2004 359 c.

Соавтор монографии:
- Е.В. Ларкин, Ю.И. Сабо. Сети Петри-Маркова и отказоустойчивость авионики, Тула: ТГУ, 2004. – 208 с. –ISBN 5-8125-0495-4

Учёное звание: доцент (1985), профессор (2006).
С 1980 доцент, с 2001 профессор базовой кафедры МП БЭВА ЛИТМО.
Лауреат Государственной премии СССР (1982 - за руководство разработкой комплекса бортового оборудования самолета МиГ-27К). Лауреат премии С. И. Мосина (2012).
Заслуженный машиностроитель Российской Федерации (1996). Почётный работник высшего профессионального образования РФ (2008). Почётный авиастроитель (1989).
Награждён орденами Трудового Красного Знамени  (1984, за руководство разработкой комплекса бортового оборудования самолета Су-17М4). и «Знак Почёта» (1976, за руководство разработкой комплекса бортового радиоэлектронного оборудования самолета МиГ-27).